# 膜蛤文化
膜蛤文化是对曾任中共中央总书记的中国共产党第三代领导集体核心江泽民进行模仿恶搞的网络迷因，「膜」字取「膜拜」之意而“蛤”則源於江泽民常佩戴一副蛤蟆镜及認為江澤民的长相貌似蛤蟆的觀點。
「膜蛤」的网友被称或自称为“蛤丝”、“膜法师”等，他们对江泽民的许多言行进行模仿，并称其为“膜法”。「續一秒」（或「+1s」）是常被這一群體在各種網路場合下使用的惡搞短語之一，因其多次传出逝世的消息（其中「續」指“续命”“为……延長生命”）故续命指为其延长生命。
此風潮在中国大陆网络的传播以2000年江泽民怒斥香港记者張寶華事件為起點，在2014年微信公眾號「江選研討會」出现後大為盛行。

## 兴起和影响

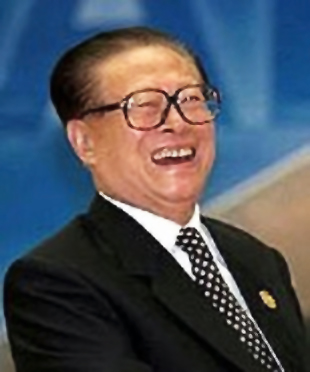
江泽民大量表情被当作膜蛤表情包

### 起源
2000年10月，香港行政長官董建华至北京向時任中共中央总书记兼国家主席的江泽民述职。在2000年10月27日，江澤民和董建华正式会谈前会见记者时，香港记者张宝华追问江泽民是否钦定香港特首选举，江泽民当场怒斥之。此次事件发生后，香港媒体盘点江泽民的回应语气，称其“傲慢无礼”。但也有网友拿其中江泽民的部分言论来恶搞，这被认为是膜蛤文化的起源。
随着互联网的兴起，“膜蛤文化”由部分网友传播江泽民怒斥香港记者的视频而开始发扬，主要在百度贴吧、知乎、微博、AcFun、哔哩哔哩等平台上流传。据经济学家何清涟的文章显示，膜蛤文化的传播是百度贴吧李毅吧的偶然之举，最初的互联网传播是部分人为了佐证江泽民欠缺领袖风度的笑料。然而到后来，部分网民特别是青年发现，一个喜怒均形于色的领导人才有血有肉有活力，更显得可爱与亲切感，于是开始“膜拜”。
2011年7月6日，香港亚洲电视误报江泽民逝世，在第二日經新華社闢謠後撤回報導並道歉。在同年10月的辛亥革命一百周年纪念大会上，江泽民和其他党和国家领导人共同出席。“死而复生”的軼事使得江泽民開始被与古共中央第一书记兼国务委员会主席卡斯特罗（1926年8月13日—2016年11月25日）、苏联共产党中央委员会总书记兼苏联最高苏维埃主席团主席戈尔巴乔夫（1931年3月2日—2022年8月30日）、英国女王伊丽莎白二世（1926年4月21日—2022年9月8日）、法国总统德斯坦（1926年2月2日—2020年12月2日）等同年龄段或同时代的国家领导人进行对比，人们对江泽民的兴趣重新燃起。从这时开始，“膜蛤”的讽刺味道渐渐稀释、戏谑意味更重。2011年到2013年，江泽民的更多视频和新闻材料被挖掘出来，后来被人们津津乐道的“蛤三篇”（即「江泽民怒斥香港记者」「江泽民与华莱士谈笑风生」与「江泽民视察国机二院」）也于此时得到广泛认可。

### 兴盛
2014年11月，微信平台上出现了名为“江选研讨会”的公众号。该公众号发布了许多关于江泽民以往的经历及趣事，并以戏谑的文风评论江泽民和其他人物，被大量网友点赞和转载，膜蛤文化开始渐渐形成气候。虽然后来该公众号被审查机构关闭，但是仍有不少的自媒体和网友对江泽民的趣事津津乐道并继续在网络中传播。
2015年前后，一些獨立、非主流社交媒体也转变风向，开始赞扬起江泽民来。2014年左右建成的荷叶金蟾，也被网友们拿来与江泽民联系。而当年提问江泽民的香港记者张宝华所开设的新浪微博账号，也成为了蛤丝们的聚集地。而江泽民的语录“Too young, too simple, sometimes naive”、“提高知识水平”、“闷声大发财”、“智商着急”等用语已成为网络流行语。同时，网友也常常化用一些诗句来膜蛤，如“垂死病中惊坐起，谈笑风生又一年”（改编自元稹《闻乐天授江州司马》）、“天若有情天亦老，我为长者续一秒”（改编自毛泽东《七律·人民解放军占领南京》）、“稻花香里说丰年，听取人生经验”（改编自辛棄疾《西江月·夜行黄沙道中》）、“水能载舟，亦可赛艇”（改编自《荀子·哀公》）。此外，一些成语也被改变成带有膜蛤味道的词语，如“江信江疑”“似董非董”“莱士汹汹”等。同年的11月份，网络上出现了一个名为“蛤乎”（模仿知乎）的网站，开站的几天内便有数千名注册用户，但一周左右即被审查机构关停。外交政策杂志对此有相关报导。
部分中国媒体有时也会公开“膜蛤”，引用江泽民曾经的发言进行调侃。如观察者网就曾模仿江泽民斥责香港记者的语气，对2016年美國總統選舉候选人特朗普加以调侃；而搜狐网也发布了一篇由“江选研讨会”公众号的作者“黄薄码”撰写，记载了江泽民与其夫人王冶坪之间爱情故事的文章，文中以“长者”称呼江泽民。2017年11月28日，扬州号导弹护卫舰等三艘战舰访问欧洲国家后回国，途经台湾以东海域。次日在CCTV-4《海峡两岸》栏目的“台媒惊叹大陆军舰绕台”一期中，军事评论员崔轶亮评价台湾媒体“报道有偏差”“想搞大新闻”“听风就是雨”，被怀疑是故意“膜蛤”。
2016年暑假，當年代表香港商業電台出席怒斥記者現場的女記者許秋霞為一群來自北京的中學生做新聞講座，當期間播出怒斥片段時，她發現這些學生全都能背誦片段中內容，而僅在一年前還沒有這麼多人會背。
2016年12月20日和21日，TVB《新闻档案》节目分两集重温了江泽民怒斥香港记者的事件，该节目在翡翠台和互动新闻台播出后被上传至YouTube，无线新闻官网也提供了相关视频。由于上述两频道为高清频道，该视频被网友戏称为“高清重续版”。
而“膜蛤”风潮也带动了周边产业，如有人开设网店销售带有“长者”语录與眼镜形象的T恤、U盘、手机壳等产品。

### 官方审查
由于涉及曾经的领导人，因此当“膜蛤”延伸到社会活动之中，中国政府会采取较大力度的干预。特别是在“膜蛤”逐渐带有“借古讽今”的含义后，膜蛤文化被中国网络审查限制至今，特别是在2010年代更一度被严格禁止。
- 2013年，北京大学曾展览写着“图样图森破”的书法作品，但后来被撤下。[22]

- 2015年8月江泽民89岁生日时，很多祝江泽民生日快乐的微博发表之后很快就被删除。[23]

- 2016年江泽民90岁生日时，一批蛤丝为江泽民举办生日庆祝会，但遭到警方阻止。还有网友将自己在国内各社交网站中使用的头像改为庆生主题，但数日后不少用户发现自己的膜蛤意味头像被相关平台以各种方式删除，如QQ用户的膜蛤头像被QQ的企鹅logo替代。[24][25][26][27]8月17日江泽民生日当日，凤凰财经新浪微博账号因发表为江泽民庆生的“膜蛤”微博並配發3張圖片：一對類似蛤蟆眼的摩托車大燈、一張寫有「按M安軌」（I'm angry）字樣的鐵路遊戲截圖、一包揚州特產「蛤蟆酥」，被大量网友转发，结果被中央网信办查问，致电凤凰网和要求全网删除，最后凤凰网认为这是“重大的政治安全事故”，把当值编辑开除，对财经事业部总监罚款5000元。[28][29][30]

- 2017年，苹果应用商店出现一款名为《excited frog》的游戏，以一只戴黑框眼镜、穿高腰裤的青蛙为主题，但不久因违反中国法律遭到下架。一名自称是该游戏作者的人士发帖称其因为此事受到公安机关的调查和处罚。[31]同为2017年发布的歌曲《情定扬州》，因被认为用于为江泽民庆生，发布一天后即在中国大陆各大音乐平台下架。官方理由称此歌曲“主题不严肃”。[32][33]

## 術語
- 蛤蟆、蛤蛤：因网友称江长相（尤其是侧脸）以及带有蛤蟆黑框镜类似蛤蟆而得名。[2]
- 蛤丝：指江泽民的粉丝（含戏谑意）。[29]
- 這是墜吼的：即「這是最好的」。
- 吼啊：此為近似粵語的發音，指“好啊”，出典自江澤民「怒斥香港記者」事件。
- 谈笑风生：語出怒斥香港記者事件：“你们要知道，美国的华莱士，那比你们（指香港记者）不知道高到哪里去了！啊，我跟他谈笑风生”。
- 长者、人生的经验：語出怒斥香港記者事件：“我今天是作为一个长者给你们讲的，我不是新闻工作者，但是我见得太多了，我有這个必要告诉你们一点人生的经验”[34]。
- ：取“蛤”的虫字旁与“他”（源于江泽民传记《他改变了中国：江泽民传》）的右半部分“也”组合而成的字。用于蛤丝代称江泽民，同“他”。

一幅膜蛤圖片，對江澤民的黑框眼鏡以及鼻孔進行了突出描寫；单词naïve上方的分音符正好组成了其鼻孔。

- 蛤三篇：2000年10月27日在北京中南海受香港記者张宝华採訪、2000年8月15日在河北秦皇岛受美國記者华莱士采访、2009年4月23日视察国机二院时所作的讲话。[29]
- 亦可賽艇：又作“一颗赛艇”。江澤民視察國機二院时说的“Exciting”的音譯。[註 4][29]衍生使用有“水可载舟，亦可赛艇”。
- 密克定理中的五点共圆问题：江泽民曾在高考时遇到此问题[35]，担任中央领导后，江泽民曾在1990年接见国际奥赛选手时谈到此问题，又于2000年在南开大学“代数几何与代数拓扑国际学术会议”上跟陈省身、阿蒂亚等数学家提及该问题[36][37]。江泽民也将此题出给广东省地方领导，并于2000年10月18日通过电话向时任广州师范学院数学系主任张景中请教从而获得了后者的书面解答[35][38][39]。2000年12月20日，江泽民出席澳门回归祖国一周年庆典活动期间，在参观濠江中学时将此问题出给该校师生，并且提到自己是通过张景中才找到答案，同时表示：“我把这道题出给濠江中学，是要说明：一个人总要有钻研精神”[35][38][40][41]。
- 苟利国家生死以，岂因祸福避趋之（出自林则徐《赴戍登程口占示家人》）：这两句诗最初是海协会会长汪道涵写给江泽民的[42][43]，目的是勉励其在1989年临危受命接受担任中共中央总书记的挑战[44][45]；2009年4月23日，江泽民在视察国机二院时，提到了这句诗。[46]
- 天气预报本来说今天有雨，结果江泽民同志一来天气晴朗：是原来与江泽民一起在机械工业部第二设计研究院的老同事徐嘉诰，在江泽民视察国机二院时的座谈会上所说的（据称来源于江泽民1989年苏联共产党总书记戈尔巴乔夫来华访问时在上海对戈尔巴乔夫所说的内容相似的话）。[46][47]巧合的是，江泽民出生时，“扬州天气晴朗”，而在逝世后不久，包括扬州和上海在内的中国多地都开始雨雪霏霏。[48]
- 鸭嘴笔、坠痛苦的：在视察二院时，江泽民回忆：“我们就有几年是用鸭嘴的笔，旁边有个小盒子，坠（最）痛苦的就是把鸭嘴笔这个水弄到里面，描图的时候一下子就…然后就用刀片去呱（刮），这是描图坠（最）痛苦的。”[46]
- +1s、天若有情天亦老，我为长者续一秒：因香港亚洲电视误报江泽民死訊[49] 以及重庆红衣男孩事件兴起。
- 被續了：在知乎、微博、百度贴吧等社交平台上，管理员会以“政治敏感”的原因对参与“膜蛤”的账户进行短期封禁或者永久封禁。相應地，因「膜蛤」而導致社交賬戶被禁言甚至封禁也稱為「被續」（即賬號剩餘的「命」都送給了江泽民）[50][需要較佳来源]。
- 膜法、膜法师和mogic：网民仿照“魔法”创造了“膜法”一词，意即将“膜蛤”和“时间法术”结合起来；英文也对照magic（魔法）创造了mogic（膜法）一词，“膜法师”相应地译为mogician，在网上较为常见，mogic可作为膜蛤的异称，mogician可作为蛤丝的异称。[51]
- 请州长夫人演唱：参见夏威夷骊歌 § 流行文化。
- 真正的粉丝：配合与江泽民外貌特征相仿的图片使用，意为真正的粉丝在不管他变成什么样子的情况下，都能一眼就认出他来[52]。
- “谢谢爷爷”：江泽民在1993年为北京农村居民拜年时曾赠送一只玩偶鸡给一名农村男孩。[53]在其逝世后，一位青年男士背着相仿的玩偶拜访了江泽民故居并献花，有媒体认为其是当年的小男孩[54][55]。
- “您充值的账户已注销”、“从此不再少一秒”、“粉欲续而他不待”：在江泽民逝世后，“+1s”变得不切实际，于是当视频评论区出现“续一秒”、“+1s”等说法时，网友常使用这些话响应膜蛤梗。[56]
- 千年的轮回、往事越千年：宋朝建立后前三位皇帝宋太祖赵匡胤、宋太宗赵光义、宋真宗赵恒分别驾崩于公元976年、997年、1022年；而作为中共前三代领导核心的毛泽东、邓小平、江泽民则巧合逝世于相隔整整1000年后的1976年、1997年、2022年。
- 故人西辞黄鹤楼，烟花三月下扬州。孤帆远影碧空尽，唯见长江天际流。（出自李白《黄鹤楼送孟浩然之广陵》）、昔人已乘黄鹤去，此地空馀黄鹤楼。黄鹤一去不复返，白云千载空悠悠。（出自崔颢《黄鹤楼》）、难再续（出自歌曲《让我欢喜让我忧》）：暗指江泽民逝世，是蛤丝特有的悼念用语。
- 决赛圈：游戏《絕地求生》的术语，暗指江泽民一直处在最年长在世国家领导人列表前列，且由于与其年龄接近的领导人（卡斯特罗、德斯坦、戈尔巴乔夫、伊丽莎白二世等）纷纷在2016－2022年间逝世而得名。江泽民逝世後出現了「坎代吃鸡了」、「村山富市吃鸡了」、「卡特吃鸡了」等之类说法。

## 相關活動

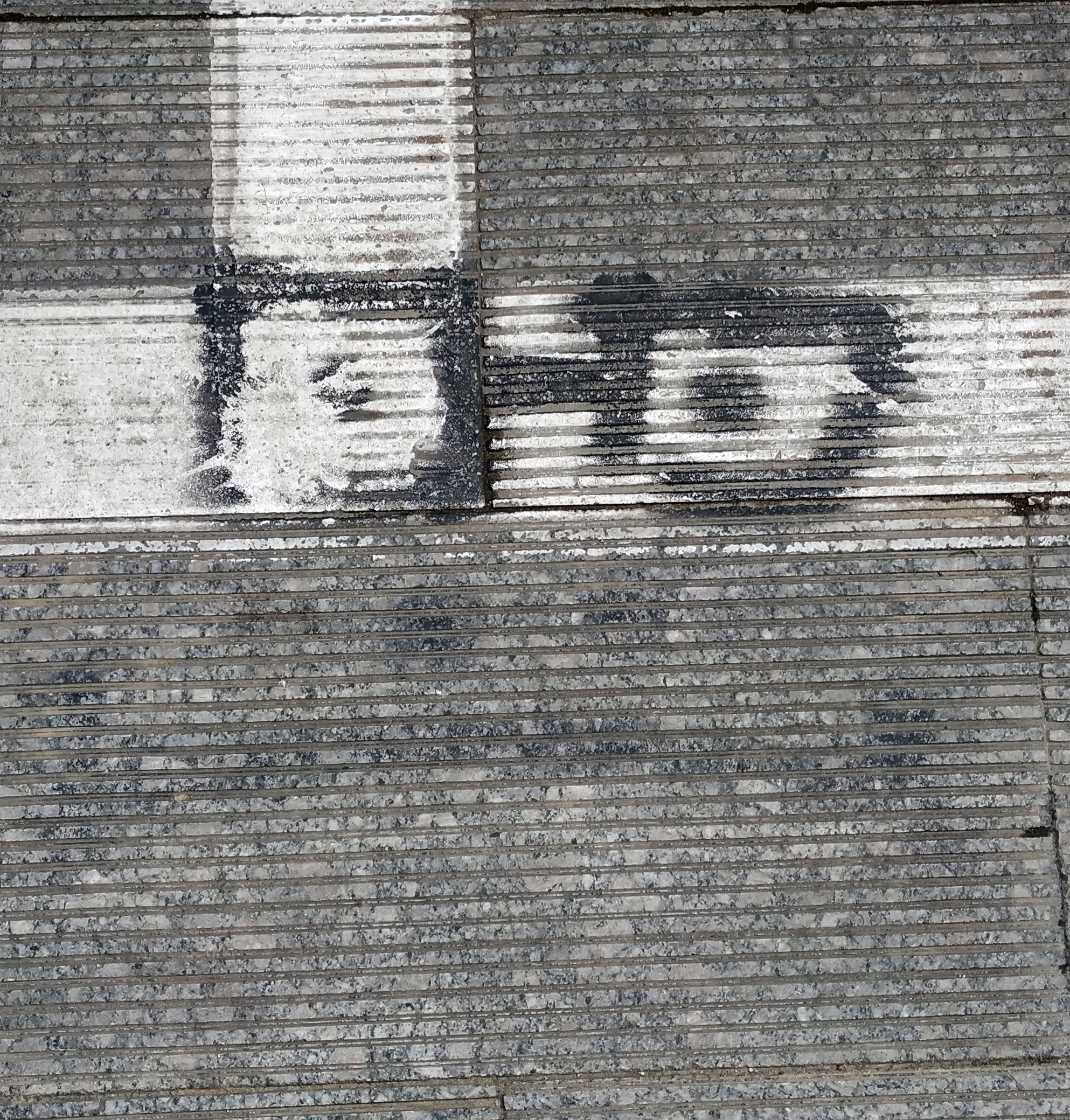
街道上的膜蛤文化涂鸦

用于庆祝江泽民90岁生日的图案，结合了黑框眼镜和数字“90”。一些人更改自己的社交媒体头像，来庆祝江泽民90岁生日。

- 江泽民生日到来时，人们常在微博和微信等社交媒体上，用各式各样的段子、语录、图片、表情包，发送生日祝福。有的人还把自己在各社交网站中的头像改为与江泽民有关的头像[57]，或把江泽民有关的图片或视频作为生日贺卡[58][59]，来庆祝江泽民的生日。2016年8月17日，凤凰财经在微博上祝贺江泽民90岁生日快乐，很快红遍网络[29]。

- 2017年8月17日，聚集民间性对江泽民的生平进行自发研究并发表文章及模仿视频，并作为粉丝间交流平台[60]的名为“新蛤社”的膜蛤文化自媒体账号在YouTube直播“蛤诞祭”节目，最高峰吸引近2万人观看[61][62]，此后，该帐号每年都于8月17日江泽民的生日当天在YouTube直播“蛤诞祭”，直至江泽民逝世[63]。

- 一些作品在当年8月17日前后发布，用于（或者被用于）庆祝江泽民的生日。2006年江泽民80岁生日前夕，《江泽民文选》发行，中共中央印发了《关于学习〈江泽民文选〉的决定》[64]，奠定了江泽民的历史地位[65][66]。2017年8月17日，广州歌手Vyan等人发布单曲《情定扬州》，被认为用于庆祝江泽民91岁生日[33]。有的书籍也自称作为给江泽民的生日礼物[66]。

- 一些蛤丝私下举办生日聚会，庆祝江泽民的生日[27]。

- 江泽民在多处都有题字，其中部分题字被网友或媒体发现、拍下或与之留影，相当多有关的照片等内容也被网友用作“圣像”作为崇拜和玩梗工具。其中最有名的就是长征二号F运载火箭上的“神箭”题字。[67]

## 研究
2017年，宾夕法尼亚大学的方可成在社会学期刊《信息、通信与社会》发表了一篇关于膜蛤文化的论文。

## 评价
由于膜蛤文化涉及曾经的领导人，因此中国官方从不提及它的存在，来自社会及媒体的公开评论也都限于中国境外。

### 正面评价
纽约城市大学政治学教授夏明表示，相比习近平，人民发现过去对江泽民过于苛刻的批评有点过分，引起某种反弹。他说：“江泽民海派文化的特征，经过宣教出来的对世界文化的仰慕，同时对全球价值观的认同，对西方国家、对世界文明希望靠近……使得中国民众，尤其是知识分子怀念江泽民。”
余杰則指出習近平的嚴厲施政漸漸造成人民對於过去（包括江泽民时期）網路言論環境的緬懷。
时事评论作家长平在德国之声撰文称，之所以会出现膜蛤文化，是因为中国民众（特别是网民）对于习近平2012年上台后的“倒行逆施”感到强烈不满，而对江泽民时代相对开放的社会有所怀念。
加图研究所客座研究员夏业良表示，在习近平执政三年期间，中国政治生态每况愈下，导致了中国民间对江泽民的某种怀念。他说：“两害相权取其轻，反倒觉得相比习近平而言，江泽民更可爱。膜蛤文化就有了市场。”

### 负面评价
长平认为，癞蛤蟆在中国文化中是種可怕又令人恶心的动物，人们拿蛤蟆描述江泽民的形象有嘲讽的意味。他还认为江泽民与习近平都是独裁者，因此“不能因为厌恶一个独裁者就去推崇另外一个独裁者”。

### 其他
据《凤凰周刊》报导，江泽民晚年时在寓所使用互联网，并透过互联网得知了有关他本人的一些梗。江泽民曾对周边的工作人员表示：“如果因此能给年轻人带来快乐，这也是感到很高兴的一件事呢”。
夏业良认为，“有人是借『蛤丝』来打压习近平，比如说法轮功就支持习近平打击江派，当然也有人用江派来加压习近平，所以大部分人都是在利用，并不是真的崇拜江泽民。”
中国媒体观察者、独立评论人士温云超认为，“膜蛤文化”属于屌丝亚文化的一个分支。“从整体来看，蛤丝多数并不（直接）指向政治，而仅是津津乐道于对‘蛤蛤’（即‘长者’江泽民）的模仿。这种亚文化有消解、解构当前政治的作用。”“蛤丝群体指向政治意义的其实很少，蛤丝自己也不认为他们有任何政治含义……大家更向往自在的、个人化的、生活化的一种方式。这也就是‘膜蛤文化’总结出来的江泽民身上所体现出来的那些特质。”

### 迷因内容
- 江泽民怒斥香港记者
  - 張寶華：事件中的记者。
  - 董建华：事件中连任与否的讨论对象，时任香港行政长官。
  - 彭定康：事件中被张宝华提及的末任香港總督；他认为江泽民在影响、干预香港的法治。
  - 錢其琛：事件中頻繁出現在鏡頭中的另一位中国政府高官，时任中共中央政治局委员、国务院副总理，香港特别行政区筹委会原主任委员。
- 宋祖英、李瑞英：中国内地女歌手，民间传説其二人与江澤民有緋聞，但此說尚未證實，不過也成為膜蛤文化的重要素材。
- 罗伯特·劳伦斯·库恩：《他改变了中国：江泽民传》的作者。
- 迈克·华莱士：曾采访江泽民，与其“谈笑风生”的美国记者。
  - 华莱士 (快餐)：中国大陆快餐连锁品牌。因与其名称相似，也成为膜蛤文化的一部分。
  - 華萊士飛蛙：阿尔弗雷德·华莱士发现并命名的动物。因与其名称相似，也成为膜蛤文化的一部分。
- 荷叶金蟾：巨型充气蛤蟆艺术品。一经展出就遭到网友膜蛤。
- 佩佩蛙：另一个巧合地使用蛙类形象的迷因。

### 相关歌曲
- 《毕业歌》：
  - 江泽民在“谈笑风生”时所唱抗日歌曲。
  - 2001年12月22日，江泽民在第七次中华全国文学艺术工作者代表大会上指挥胡锦涛、温家宝、曾庆红、刘云山、李双江等人演唱了毕业歌。
- 《夏威夷骊歌》：江泽民1997年10月到访夏威夷对美国进行国事访问时用夏威夷吉他弹奏了此歌曲。
- 《情定扬州》：被认为有膜蛤意味的2017年歌曲。